# KANO
《KANO》是一部於2014年上映的臺灣電影，由馬志翔執導，陳嘉蔚和魏德聖編劇，永瀨正敏、曹佑寧、坂井真紀、伊川東吾和大澤隆夫等人主演。片名《KANO》取自嘉義農林棒球隊之簡稱「嘉農」（國立嘉義大學前身）的日語讀音「KANŌ」。電影背景設定在1931年大日本帝國下的臺灣，講述一支由原住民、日本人與漢人所組成的嘉義農林棒球隊，原本實力貧弱一勝難求，但在新教練近藤兵太郎指導之下，拿下全島冠軍並遠征第17屆夏季甲子園大會的故事。

## 劇情概要
1929年，臺灣嘉義出現了一支由日本人、漢人和臺灣原住民組成的嘉農棒球隊。新教練近藤兵太郎以「進軍甲子園」為目標，實施斯巴達式的嚴格訓練。原本被日本人鄙視的這支散漫球隊，在嚴格訓練和屢屢挫敗的刺激下，求勝意志與前進甲子園的決心漸漸被激發。 
1931年，嘉農棒球隊在臺灣大會一路過關斬將，並參加當年度的夏季甲子園（第17回全國中等學校優勝野球大會）。初次參加甲子園的嘉農棒球隊，其奮戰到底、不放棄任何一顆球的精神，在甲子園球場奪得「準優勝」（亞軍），讓日本和台灣的觀眾都留下深刻印象。

## 演員表
- 關於本演員表的修改、更新，介紹人物基本資料時，請避免描述過多劇情。

### 嘉義農林棒球隊（KANO）陣容
- 主力球員部分，以球員守備位置排列。

| 演員                                 | 扮演角色                    | 角色介紹 |
| 永瀨正敏 Masatoshi Nagase            | 近藤兵太郎 Kondou Hyoutarou | 嘉義農林棒球隊教練（監督）， 前愛媛縣立松山商業學校棒球隊教練。 |
| 吉岡尊禮 Yoshioka Sonrei             | 濱田次箕 Hamada Jimino      | 嘉農老師，嘉義農林野球部（棒球隊）部長。 |
| 主力球員                             |                             | |
| 曹佑寧                               | 吳明捷                      | 1911年出生，1931年參加第17屆夏季甲子園大會 小名阿基拉（Akira），為「明」的日文發音。 綽號為「麒麟子」、「怪腕」。 嘉農棒球隊投手（大江和齊藤在學時，是外野手），臺灣苗栗客家人。                                                     |
| 謝竣晟                               | 東和一 Azuma Kazuichi       | 1906年出生，1931年參加第17屆夏季甲子園大會 有「神捕」之稱。初代嘉農成員之一。 嘉農棒球隊捕手，台灣阿美族。漢名為藍德和。 胞弟東公文（藍德明）之後也成為嘉農主力投手，並於1935年代表嘉農前往甲子園。 兒子為前中華青棒隊總教練藍文成。 |
| 大倉裕真 Ookura Yuma                 | 小里初雄 Kozato Hatsuo      | 嘉農防守鐵三角之一。 嘉農棒球隊一壘手，灣生日本人。父親為嘉南大圳工程師， 一度陷入回日本，無法打球的掙扎。 |
| 飯田月 Iida Noeru                    | 川原信男 Kawahara Nobuo     | 嘉農防守鐵三角之一，有「鐵壁」之稱。 嘉農棒球隊二壘手，灣生日本人。 於二次世界大戰戰死。 |
| 謝竣倢                               | 真山卯一 Mayama Uichi       | 1910年出生，1931年參加第17屆夏季甲子園大會 臺灣棒球「盜本壘」始祖，有「孫悟空」之稱。 初代嘉農成員之一。 嘉農棒球隊三壘手，臺灣阿美族。原馬拉松隊成員。 漢名為拓弘山。                                                               |
| 鐘硯誠                               | 上松耕一 Agematsu Kouichi   | 1905年出生，甲子園史上最年長選手（27）， 26歲時於嘉農就讀，1931年參加第17屆夏季甲子園大會。 初代嘉農成員之一。 嘉農棒球隊游擊手，臺灣卑南族。漢名為陳耕元。 次子陳建年曾任臺東縣長，孫女為立委陳瑩。                                 |
| 張弘邑                               | 平野保郎 Hirano Yasurou     | 1907年出生，1931年參加第17屆夏季甲子園大會 四場比賽共15打數8隻安打，以5成3的打擊率創下甲子園最高紀錄，初代嘉農成員之一。 嘉農棒球隊左外野手（在吳明捷畢業後成為嘉農投手），臺灣阿美族。原馬拉松隊成員。 漢名為羅保農。               |
| 陳勁宏                               | 蘇正生                      | 1912年10月6日出生，2008年12月23日去世（享耆壽97歲） 有「永遠的中外野大砲」之稱。原嘉農網球隊員， 後被近藤教練挖角。 嘉農棒球隊中外野手，閩南裔台灣人。打擊爆發力、肩力驚人。 更是首位在甲子園比賽中將球擊中全壘打牆的亞洲人。        |
| 山室光太朗 Yamamuro Koutaro          | 福島又男 Fukushima Matao    | 嘉農防守鐵三角之一，有「銅牆」之稱。。 嘉農棒球隊右外野手，灣生日本人。 於二次世界大戰戰死。 |
| 候補球員                             |                             | |
| 陳永欣                               | 劉蒼麟                      | 原嘉農網球隊員。 嘉農棒球隊候補投手，閩南裔台灣人。劇中為紀錄員身分， 從嘉農到甲子園的比賽完全無法上場的悲情選手。 |
| 周俊豪                               | 崎山敏雄 Sakiyama Toshio    | 嘉農棒球隊候補選手，灣生日本人。 |
| 畢業球員（皆為虛構人物，未見於史實） |                             | |
| 蔡佑梵                               | 齊藤公好 Saitou Kimiyoshi   | 嘉農棒球隊前任投手，日本人。 眼鏡仔。 |
| 鄭秉宏                               | 大江光夫 Ooe Mitsuo         | 嘉農棒球隊前任捕手，日本人。 喜歡拗其他人騎腳踏車載他。 |
| 其他角色                             |                             | |
| 魏祈安                               | 吳波                        | 劇中為想加入嘉農棒球隊的初中生，台灣漢人 之後吳波（吳昌征）也進入嘉農就讀 因跑壘快速有「人間機關車」之稱， 並且在日後歸化為日本籍，加入日本職棒，成為第一位登上日本野球名人堂的台灣人，更是王貞治的老師的老師 日本名為石井昌征。     |

### 嘉義農林學校的相關角色
| 演員                   | 扮演角色     | 角色介紹                                                                                    |
| 冷泉公裕               | 島內庸明     | 嘉義農林學校校長，支持近藤的球隊，也為籌措經費而惱。                                        |
| 葛西健二 Kasai Kenji   | 老師         | 嘉農老師，劇中在課堂內講解嘉南大圳相關事宜。                                                |
| 澀谷天馬 Shibuya Tenma | 嘉義市民代表 | 嘉義市民代表。與校長、濱田、近藤聚會協商球隊經費一事， 消遣三族混編的嘉農是「雞尾酒球隊」。 |

### 近藤兵太郎的相關角色
| 演員                | 扮演角色       | 角色介紹                                   |
| 伊川東吾 Igawa Togo | 佐藤教練 Satou | 愛媛縣立松山商業學校教練，近藤兵太郎之師。 |
| 坂井真紀 Sakai Maki | 近藤的妻子     | 近藤兵太郎之妻。                           |
| 許亞琦              | 近藤英子       | 近藤兵太郎之長女。                         |
| 卉喬                | 近藤和子       | 近藤兵太郎之次女。                         |

### 嘉義地方的相關角色
| 演員                 | 扮演角色              | 角色介紹                                                              |
| 大澤隆夫 Osawa Takao | 八田與一 Hatta Yoichi | 烏山頭水庫工程師，日治時代日本的嘉南大圳之父。                        |
| 葉星辰               | 阿靜                  | 「山陽堂」書店店員，吳明捷的好友。似乎愛慕著吳明捷。 之後與醫生結婚。 |
| 黃騰浩               | 阿靜之夫              | 臺中醫生，阿靜的丈夫。                                                |
| 王滿嬌               | 蘇正生的阿嬤          | 為了蘇正生加入球隊與否，曾擲筊決定。                                  |
| 游安順               | 材仔                  | 嘉義農民，曾怨嘆大圳工程。                                            |
| 陳竹昇               | 嘉義農民              | 因小朋友撞到濱田老師而向老師道歉的農民。                              |
| 張馥桂（祝福）       | 嘉義農民              | 嘉義農民。                                                            |
| 陳錘鐘               | 電影辯士              | 嘉農、嘉中球員撿戲尾所在戲院中，為影廳觀眾講解電影的人士。            |
| 孫睿                 | 蔡昭昭                | 臺南州立嘉義高等女學校校花，之後為陳耕元之妻。                        |
| 吳盛邦               | 嘉義知事              | 應為嘉義市尹政所重三郎。演員吳盛邦，日本名堀川盛邦，為吳明捷的次子。  |

### 臺灣其他學校的相關角色
| 演員                     | 扮演角色             | 角色介紹                                                                               |
| 荒幡大樹 Arahata Hiroki  | 日高岩男 Hitaka Iwao | 嘉義高中棒球隊投手，曾與嘉農球員發生衝突。                                             |
| 潘傑楷                   | 森田選手 Morita      | 南一中棒球隊投手，為南台灣知名王牌投手；於全島大會中帶領南一中和嘉農角逐地方決賽資格。 |
| 高橋晃太 Takahashi Kouta | 友廣選手 Tomohiro    | 臺北商棒球隊投手。演員高橋晃太為吳明捷之孫。                                           |

### 甲子園的相關角色
| 演員                         | 扮演角色               | 角色介紹 |
| 青木健 Aoki Ken              | Jousha Hiromi          | 北海道札幌商業學校棒球隊投手，自知實力不如吳明捷， 而後對上嘉農大敗。電影以倒敘手法敘述1944年， 成為日本帝國陸軍大尉的錠者博美， 部隊移防路經嘉義作為倒述法劇情的開頭。 |
| 瀧裕二郎                     | 安西教練 Anzai         | 北海道札幌商業學校棒球隊教練。 |
| 張鎧巖                       | 吉田正男 Yoshida Masao | 愛知縣中京商業學校棒球隊投手，1914年出生。甲子園傳奇投手， 甲子園通算成績成績23勝3敗。1996年逝世，享壽82歲。                                                            |
| 北岡龍貴                     |                        | 愛知縣中京商業學校棒球隊教練。 |
| 陳重羽                       | 櫻井寅二 Sakurai       | 愛知縣中京商業學校棒球隊捕手。 |
| 小市慢太郎 Koichi Mantaro    | 小池 Koichi            | 甲子園現場新聞記者，曾藐視嘉農。原型為時任記者、後來成為文學家的菊池寬。                                                                                                |
| 齊藤一美 （文化放送主播）    |                        | 臺灣全島大賽的現場播報員。 |
| 石塚義高 Ishitsuka Yoshitaka |                        | 甲子園現場播報賽事的播報員。 |
| 水上善雄                     |                        | 甲子園總冠軍賽的現場播報員。 |

### 1944年的登場角色
| 演員     | 扮演角色 | 角色介紹                                       |
| 蔭山征彥 | 美輪軍醫 | 在基隆港替即將出征菲律賓的錠者博美送行的軍醫。 |
| 荒木貴裕 | 伊達     | 與錠者博美一同出征菲律賓的士兵。               |

## 電影歌曲

### 主題曲
主題曲：勇者的浪漫～風になって～（日語）（中文）
作曲：Rake / 作詞：Rake、嚴云農
演唱：范逸臣、中孝介、羅美玲、舒米恩、Rake
香港版主題曲：勇者的浪漫(粵語)
作曲：Rake / 填詞：林若寧 / 編曲：舒文 / 監製：舒文
演唱：陳柏宇、VnP

### 主題曲衍生版本
勇者的浪漫（中文）
作曲：Rake、填詞：嚴云農
演唱：羅美玲、馬志翔、魏德聖、ft. KANO演員（謝竣倢、謝竣晟、鍾硯誠、張弘邑、陳勁宏、周俊豪、鄭秉宏、孫睿、葉星辰）、嚴云農 

[ 勇者的浪漫]（中文）
作曲：Rake、填詞：嚴云農
演唱：盧廣仲 ft. KANO演員、羅美玲

### 原聲帶
電影原聲帶 / KANO(限量精裝寫真版)

唱片公司：SONY MUSIC

音樂類型：電影配樂

唱片編號：88843063212

發行日期：2014年3月21日

臺壓專輯 / CD / 1 片裝

### 非收錄原聲帶之歌曲
小鳥先生（小鳥之歌）（日語）
作曲 / 填詞：馬志翔、舒米恩
演唱：馬志翔 ft. KANO演員

## 製作

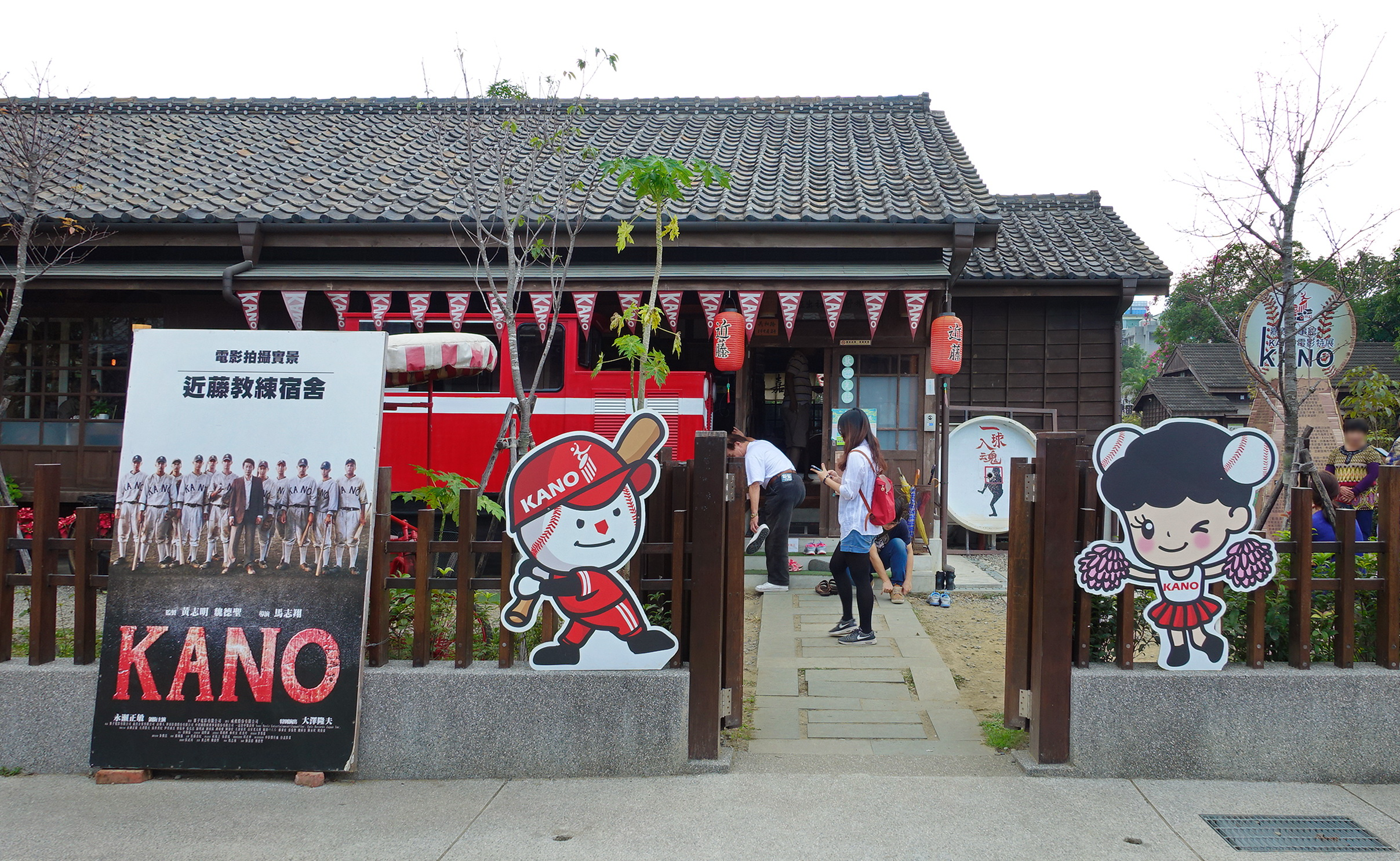
位於嘉義市「檜意森活村」內的近藤教練宿舍拍攝實景

### 來源
日本領土臺灣嘉義農林學校（今國立嘉義大學）的棒球代表隊，1931年首次到臺北參賽便奪得全臺高校棒球冠軍，打破過去八年由北部地區球隊壟斷（見代表校）；隨後赴日本參加第十七回夏季甲子園大會，被同樣首次進入甲子園比賽的愛知縣代表隊中京商業學校擊敗，以三勝一負獲得「準優勝」（亞軍）。其故事獲得魏德聖的青睞，由馬志翔執導以其為背景拍攝成電影。電影於2012年9月在嘉義市取景開拍。

### 拍攝
本片背景主題為描述嘉農棒球隊於1931年的故事，因此拍攝場景多於嘉義市拍攝，並將嘉義市西區劉厝社區重新改造成1931年代舊嘉義市街道、噴水池（1927年完工，1970年許世賢市長改建）等舊景。
2013年3月29日劇組於嘉義市拍片的片場，借用場地期限僅到三月底，面臨拆除，當地居民劉厝社區民眾緊急陳情，希望保留做電影城，發展觀光，電影公司隨後向嘉義市政府申請展延借用期三個月，暫時化解拆除危機。2013年暑假蘇力颱風來襲，片場部分設施遭吹倒，嘉義市政府因此決議將片場拆除。魏德聖說：「片場是拍片需要搭設，不是為市政需要，片場保養維護費用龐大，在配套措施及完善管理辦法未建立前，難保留。」
此外，該片也於台中市多處拍攝，包括：外埔區鐵山營區、（舊）泰安車站等等。臺中市政府也給予該片100萬元輔導金及拍攝支援。

### 音效
「KANO」創下多項國片影史紀錄，邀請到音效大師杜篤之親自催生首部杜比全景聲（Dolby Atmos）國片，耗時5個月創作完美成果。國外Dolby Digital公司還慎重派人來臺進行技術上的交流。

## 發行

### 票房
台灣方面，首日票房為新台幣1400萬元；首週四天票房為新台幣6500萬元；上映九天全台票房破億；次週票房累計至新台幣1.35億元；上映十八天全台票房破2億元；第三週票房累計至新台幣2億元；第四週票房累計至新台幣2.41億元；第五週票房累計至新台幣2.7億元；第六週票房累計至新台幣2.91億元；上映四十六天全台票房突破3億元；第七週票房累計至新台幣3億元；最終全台票房為新台幣3.4億元。
國外方面，日本的票房約為3500萬元新台幣，在香港約1700萬元新台幣。
| 上一届： 《華爾街之狼》        | 2014年臺北週末票房冠軍 第9周         | 下一届： 《300壯士：帝國崛起》   |
| 上一届： 《300壯士：帝國崛起》 | 2014年臺北週末票房冠軍 第11-12周     | 下一届： 《美國隊長2：酷寒戰士》 |
| 上一届： 《華爾街之狼》        | 2014年臺灣週末電影票房冠軍 第9周     | 下一届： 《300壯士：帝國崛起》   |
| 上一届： 《300壯士：帝國崛起》 | 2014年臺灣週末電影票房冠軍 第11-12周 | 下一届： 《美國隊長2：酷寒戰士》 |

### 紀錄
在2014年度臺灣Google搜尋趨勢的快速竄紅電影排行榜與快速竄紅關鍵字排行榜，分別排行於第一與第六。
大阪亞洲影展
第9屆大阪亞洲影展入選開幕片及獲得觀眾獎。
紐約電影節 KANO等4片獲選
第13屆紐約亞洲影展週末登場，在臺灣創下3億票房的 「KANO」以及「失魂」、「對面的女孩殺過來」、「總舖師」4部電影獲選，另知名演員王羽將獲頒終生成就獎。2014紐約亞洲電影節將分別於6月29日及7月5日在林肯中心舉行，馬志翔及王羽將出席影展，和紐約觀眾面對面交流。馬志翔執導、魏德聖監製的熱血棒球電影KANO，訴說鮮為人知的臺灣棒球史第一章，嘉農棒球隊打進甲子園決賽的光榮故事。在臺灣掀起一陣棒球熱潮。
2014年3月5日，登上《朝日新聞》報紙頭版，成為首次出現在朝日新聞報頭版的電影。
《KANO》未演先轟動 5天百場包場創紀錄
《KANO》，未上映先轟動，這次電影在22日起開放讓全臺團體包場，上映前5天已達百場包場，再創國片影史新紀錄，加上目前電影預售票總共突破3千萬臺幣票房，已達13萬人！

萬人封街遊行首映活動

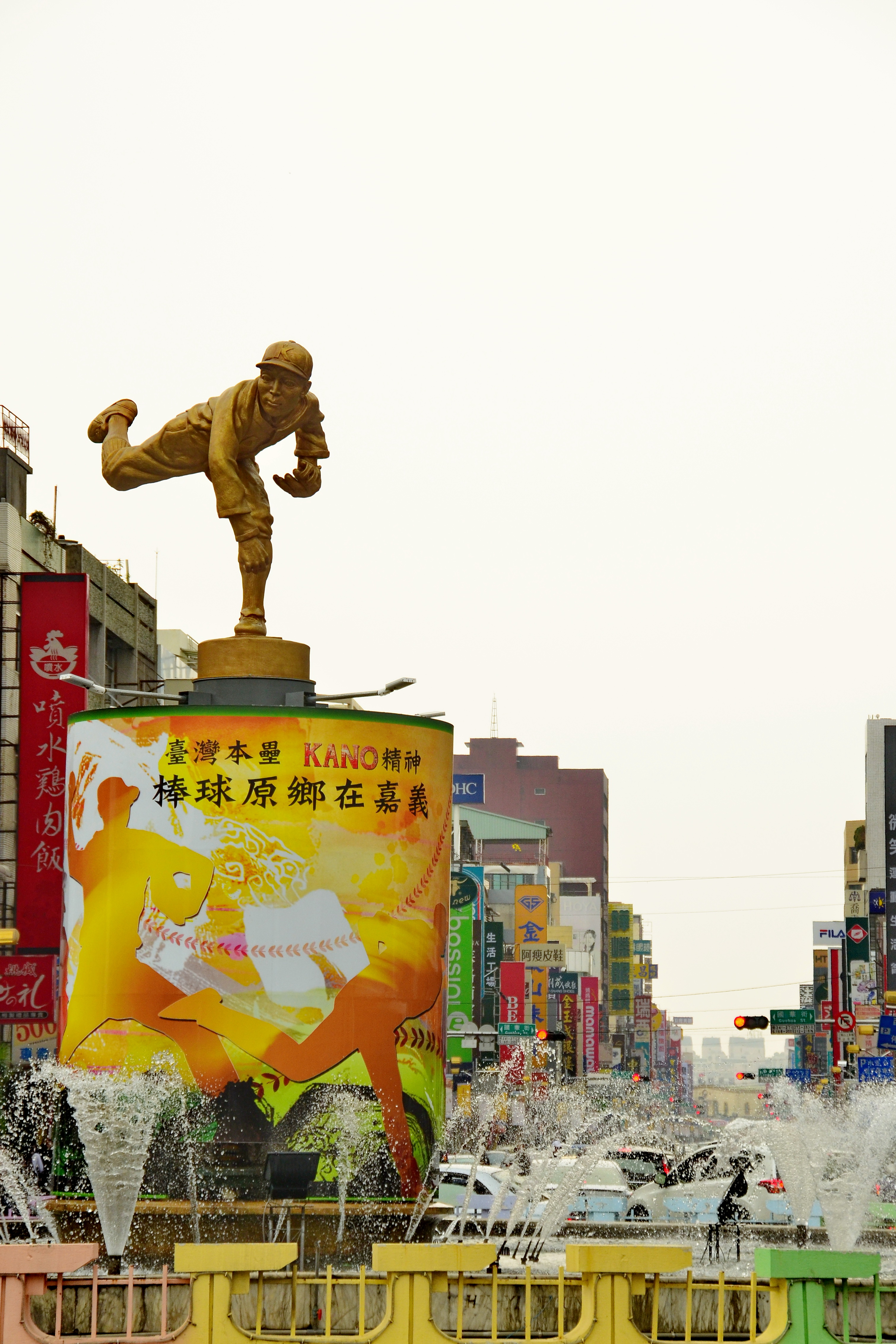
豎立於嘉義市中央七彩噴水池的 「一隻展開翅膀的老鷹─KANO 1931」雕像

《KANO》也創下國片史上第一次，萬人遊行宣傳手法，在2014年2月22日於嘉義市舉辦盛大的萬人封街遊行首映活動，監製黃志明、魏德聖、導演馬志翔、男主角永瀨正敏、近藤的2個女兒亞琦與喬喬，也會帶領全片的素人球員、海角七號、賽德克·巴萊演員、嘉義地區的棒球隊，重現歷史中嘉農隊勇奪甲子園殊榮後，搭乘火車回到嘉義火車站。KANO萬人封街遊行首映活動從嘉義火車站開始，沿著中山路走到中央噴水池為新的嘉農投手吳明捷雕像，雕塑家蒲浩明作品 - 「一隻展開翅膀的老鷹─KANO 1931」揭幕，再沿著中山路走到嘉義市立棒球場舉行KANO電影首映會。特別的是，歷史上嘉農隊球員的後代家屬，近藤兵太郎教練在臺灣、日本教導過的學生，也全都將一同齊聚嘉義，參與遊行活動。
2014臺北電影節
《KANO》榮獲【觀眾票選獎】
演員《曹佑寧》得【最佳男配角獎】

## 評價
- Yahoo奇摩電影的網友滿意度長期維持於4.9顆星（5顆星為滿分）[48]。
- 第9回 大阪亞洲電影節 觀眾獎
- 第7回 TAMA電影節 最優秀男演員獎（永瀬正敏）

## 獎項及提名
| 獎項         | 類別               | 名字                        | 結果 |
| ------------ | ------------------ | --------------------------- | ---- |
| 第51屆金馬獎 | 最佳劇情片         | KANO                        | 提名 |
| 第51屆金馬獎 | 最佳男主角         | 永瀨正敏                    | 提名 |
| 第51屆金馬獎 | 最佳新導演         | 馬志翔                      | 提名 |
| 第51屆金馬獎 | 最佳新演員         | 曹佑寧                      | 提名 |
| 第51屆金馬獎 | 最佳造型設計       | 鄧莉棋、林欣宜、杜美玲      | 提名 |
| 第51屆金馬獎 | 最佳電影原創歌曲獎 | 詞：馬志翔 曲：舒米恩．魯碧 | 提名 |
| 第51屆金馬獎 | 觀眾票選最佳影片獎 | KANO                        | 獲獎 |
| 第51屆金馬獎 | 國際影評人費比西獎 | KANO                        | 獲獎 |

## 爭議與批評

### 常見誤解澄清
第一支代表臺灣參加日本甲子園大賽的棒球隊是「臺北一中」（臺北市建國中學的前身），但球員全由日本人組成；第一支在日本阪神甲子園「棒球場」打棒球（友誼賽）的「臺灣原住民」組成的球隊是「能高團  （页面存档备份，存于）」；嘉農並非是第一支打入日本甲子園的臺灣球隊，而是臺灣第一支有漢人和原住民球員參加甲子園棒球大賽，且第一支（也是唯一）打進決賽，獲得歷年來最高成績（亞軍）的球隊。
電影中球員多找少年呈現，實際上半數隊員超過一般高校生年齡的19歲。不過當時甲子園並無規定參加選手的年齡上限，而KANO中的上松耕一以26歲參賽，是甲子園史上最年長的選手。1942年，賽方才規定球員不可超過19歲。

### 與歷史不符處
現實的濱田次箕為體育界出身，於片中設定時間擔任嘉農野球部部長，故每逢野球隊參加比賽——包含代表台灣出征甲子園，都一定會出現在比賽會場，而非片中的兼職農業專家，甚至留在嘉義聽廣播賽況。
山陽堂的店長是個叫作吉川成雄的日本人。因此並非客家人，所以也不會講客家話，更與苗栗客家人出身的吳明捷之間也無血緣關係。吉川老闆在日治時代是個頗有名望的地方仕紳，還當選過嘉義市議員。
嘉南大圳1930年4月竣工，編劇陳嘉蔚、魏德聖為配合第17屆夏季甲子園而變成1931年。
嘉義市噴水池在1927年完工，曾出現於陳澄波的畫作「夏日街景」；但電影中的1929年嘉義卻仍在施工中。
嘉義車站於1933年改建為現今站體。但劇中1944年的場景，嘉義車站仍為舊站體。
片中出現之火車頭為1936年製造的CK124，其原始型式──C12型於1932年上市；劇中的1931年實際上不可能有此種車型。
1931年，第17屆夏季甲子園的決賽中第九局的打擊順序與歷史不合，因為上松耕一於第1、4、6、8局分別上場，打擊成績則為三振、滾地球刺殺、界外高飛接殺及三壘安打各一次；第九局沒上場，因此不可能被三振；結果電影中硬是出現「不存在的第九局」，讓上松在一出局滿壘時被三振出局。且最後一棒打者也並非吳明捷。
1930年代，尚無滑球、伸卡球的名稱，而在片中近藤教練卻教球員練打這兩個球種。實際上自原始劇本到正式電影，皆未提及平野保郎（羅保農）有「嘉農核彈頭」稱號，連電影述及球員後續發展段落亦無例外。
吳波為臺南廳楠梓坑支廳（今高雄市橋頭區）人，不可能整天騎著腳踏車去看嘉農球員練球。吳波的投打習慣應當是左投左打，電影開頭中他用右手傳球給吳明捷，再來獨自在球場練揮棒時站右打區。
電影呈現的是蘇正生有一擊擊中全壘打牆，此打擊卻沒有讓他重回本壘，僅為安打，故不能視之為全壘打；擊中全壘打牆不代表就是全壘打。然後平野保郎（羅保農）的全壘打在片中有呈現。
劇中，小里初雄是大阪出身、說話操關西口音，但有一個場景，試圖與他的父親受傷返回大阪，在史實中，小里、川原、福島三個灣生日本人在台灣出生，訪問了日本本土，包括其他球員是第一次參與甲子園。
電影開場中，出征途中來到台湾的札幌商業學校棒球部投手錠者博美，最後是出征到中国，戰後遭蘇聯拘留在西伯利亞並且在伊爾庫次克近郊的收容所過世。
1937年中日戰爭爆發後台灣進入戰時體制才實施糧食配給，影片中近藤妻子1931年說糧食配給所以球員吃不飽與史實有誤。
1931年8月20日晚間，當時之月相為上弦月（農曆七月初七），但影片中在與中京商業學校對戰前夜卻為滿月。

### 批評與爭議
此片內容為中華地區少數正面描述日本時代的電影，與長期以來「殖民地社會必然是悲慘的」印象大相逕庭；又臺灣社會在藍綠、國家認同和統獨問題上的對立、以及華語地區對日本的複雜情感影響對此一時期形成的兩極評價，故上映前後引起一定程度的爭論。
上映前有統派立場學者批評此電影為媚日，比喻為日人拍的《莎韻之鐘》。上映日，由新黨青年軍組成的「抗獨史陣線」也在電影上映前號召王炳忠、侯漢廷等7位學生到西門町召開記者會，公開批評魏德聖，呼籲民眾拒看，魏德聖則希望他們先看過電影。上映後，也有一位網友於PTT上批評《KANO》是魏德聖皇民三部曲最終篇。眼尖網友追尋IP位址，發現竟是從「行政院研考會」發出。網友發現，公務員上班時間卻跑來PO文，諷刺說：「連上班時間都有行政院的IP搶PO文」。
有投書人自稱是雲林縣口湖鄉水產業者的反對意見在聯合報與中國時報一稿多投，部分網友對這投書事質疑，因投稿人提及在微雨中走路回家，而當地最近的電影院距離口湖鄉達30公里，以及自電影上映以來雲嘉地區到3月11日才下雨，開玩笑說出投書人腳力很好、可能來自未來。另有人懷疑該文出自文化部長龍應台之手，但龍氏本人否認。之後，中時電子報網站撤除該篇文章，實際情況不明。
電影刻意安排嘉農球隊在1931與八田與一在嘉南大圳作美好的相遇，但當時嘉義外的臺灣卻是臺灣殖民地時期悲慘的時候，前一年1930爆發霧社事件，臺灣人政治反抗運動都在1931這年遭到鎮壓，如臺灣文化協會、臺灣農民組合、臺灣民眾黨、臺灣共產黨等都被強制解散；蔣渭水也因病於這年逝世。另外領導農民運動的領袖簡吉也在這年被逮捕入獄，這些際遇都寫進賴和的小說〈豐作〉。
嘉農對戰中京商業學校時，吳明捷投球投到手指破皮的橋段，被認為有抄襲2013棒球經典賽中陽耀勳投到手指受傷的情況。但是魏德聖糾正說只是把歷史搬出來演，並非抄襲。史實中吳明捷在第3、4局就因為手指破皮與連續出賽的疲累導致四死球連發而各失2分，之後靠「投給他打，讓隊友守備」的策略連守四局無失分，比電影情節還誇張。。

## 相關作品

### 《KANO》電影同名漫畫
作者： 魏德聖、陳嘉蔚/原著劇本

繪者：陳小雅

出版社：遠流

- KANO 1：魔鬼訓練 （页面存档备份，存于）【導演、繪者_限量簽名版】（中文）
- KANO 2：前進甲子園 （页面存档备份，存于）（中文）
- KANO 3：一球入魂 （页面存档备份，存于）（中文）

### 比賽紀錄
- 全國中等學校優勝野球臺灣大會
- 第17回全國中等學校優勝野球大會

### 相關資料
- 台灣棒球史
- 嘉義農林棒球隊
- 國立嘉義大學
- 曾文誠回顧嘉農歷史(蘇正生先生的口述) （页面存档备份，存于）（中文）
- 中央七彩噴水池
- 嘉義車站
- 國立嘉義高級商業職業學校

## 外部連結
- YouTube上的KANO頻道
- 果子電影的Facebook專頁 （繁體中文）
- Kano 香港官方的Facebook專頁 （繁體中文）
- Kano 日本語版的Facebook專頁 （日語）
- KANO官方的X（前Twitter） （日語）
- 互联网电影数据库（IMDb）上《KANO》的资料（英文）
- 香港影庫上《KANO》的資料（繁體中文）
- Yahoo奇摩電影上《KANO》的資料（繁體中文）
- 開眼電影網上《KANO》的資料（繁體中文）
- 爛番茄上《KANO》的資料（英文）
- KANO在台灣棒球維基館上的頁面（繁體中文）